# Kim Do-kyun
Kim Do-kyun (13 de janeiro de 1977) é um treinador e ex-futebolista profissional sul-coreano que atuava como meia.

## Carreira
Kim Do-kyun representou a Seleção Sul-Coreana de Futebol nas Olimpíadas de 2000.